# Joris van Overeem
Joris van Overeem (Amszterdam, 1994. június 1. –) holland labdarúgó, a Makkabi Tel-Aviv játékosa.

## Pályafutása
2013. október 30-án játszotta első meccsét az AZ csapatában egy Achilles 29 elleni Holland Kupa-meccsen, ahol csereként lépett pályára és a 88. percben gólt szerzett. Első nemzetközi meccsét a PAOK Szaloniki elleni Európa Liga-mérkőzésen játszotta 2013. december 12-én. 2014-ben az FC Dordrecht csapatához került kölcsönbe, itt 34 meccsen 2 alkalommal volt eredményes. 2018. július 1-jén az FC Utrecht csapatához szerződött. Első gólját a csapatban a PEC Zwolle elleni 2-0-ra megnyert mérkőzésen szerezte.

## Külső hivatkozások
- Ismertetője a transfermarkt.de honlapján